# 华商晨报
《华商晨报》是中华人民共和国辽宁省的一份地方性都市报纸，最初由辽宁省归国华侨联合会与辽宁报业传媒集团共同主办，后期辽报集团撤出运营，报纸实际运营方改为华商传媒集团，2000年创刊，2003年3月3日改为日报，发行范围覆盖辽宁全省。
2018年12月29日，《华商晨报》出版最后一期纸质报纸，报社在停刊前最后一期头版称，《华商晨报》将改版为《华商新报》，具体出刊时间未定，即实际意义上的停刊。
《华商晨报》以报纸为主体，衍生多家经营性公司，产业覆盖报纸、新媒体、演艺、会展、户外广告、教育培训、艺术馆、图书出版等多种业务，但大部分业务已于报纸休刊前后停止。
《华商晨报》新媒体团队（包括微信公众号、微博等）在纸质报纸停刊后，被并入同为华商传媒集团旗下的姐妹报纸《华商报》，部分采编人员变为《华商报》记者，原《华商晨报》新媒体账号更名为“二三里资讯辽宁”，截至2024年12月仍在更新即时新闻。